# Devy Erlih
Devy Erlih (Parigi, 5 novembre 1928 – Parigi, 7 febbraio 2012) è stato un violinista e docente francese.

## Biografia
I genitori di Devy Erlih erano emigrati moldavi. Iniziò a studiare il violino col padre. Dal 1941 continuò gli studi con Jules Boucherit al Conservatorio di Parigi. L’applicazione delle leggi antisemite istituite dal regime di Vichy portò alla sua espulsione dal Conservatorio nel 1942. Reintegrato nella classe di Boucherit dopo la guerra, Erlih ottenne il Premier Prix nel giugno 1945.  
Dal 1946 iniziò la sua carriera come solista, effettuando numerose tournée internazionali. Nel 1955 vinse il primo premio al Concorso internazionale Long-Thibaud di Parigi.  Nel 1968 assunse la carica di professore al Conservatorio di Marsiglia; nella stessa città fondò nel 1973 Les Solistes de Marseille mentre nel 1977 divenne direttore del Centre Provençal de Musique de Chambre di Marsiglia. Dal 1982 al 1995 fu professore al Conservatorio di Parigi. 
Si dedicò marginalmente anche alla composizione; ha scritto Violostries pour violon & support audio (1965), La Robe de plumes (balletto, 1965) e diverse cadenze per i concerti di Mozart e Beethoven. In qualità di interprete si dedicò anche al repertorio contemporaneo, collaborando con diversi compositori ed eseguendo in prima assoluta composizioni di Jorge Antuñes, André Casanova, Charles Chaynes, Marius Constant, André Jolivet, Paul Le Flem, Édith Lejet, Raymond Loucheur, Darius Milhaud, Henri Sauguet, Henri Tomasi, Giacinto Scelsi. Erlih è deceduto il 7 febbraio 2012 investito da una camion mentre si recava a dare lezioni.